# 산신

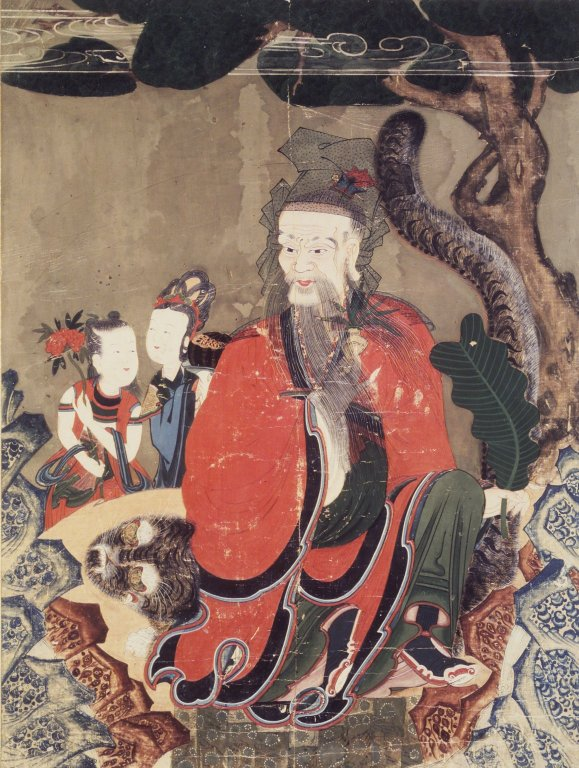
미국 브루클린 미술관이 소장하고 있는 산신도

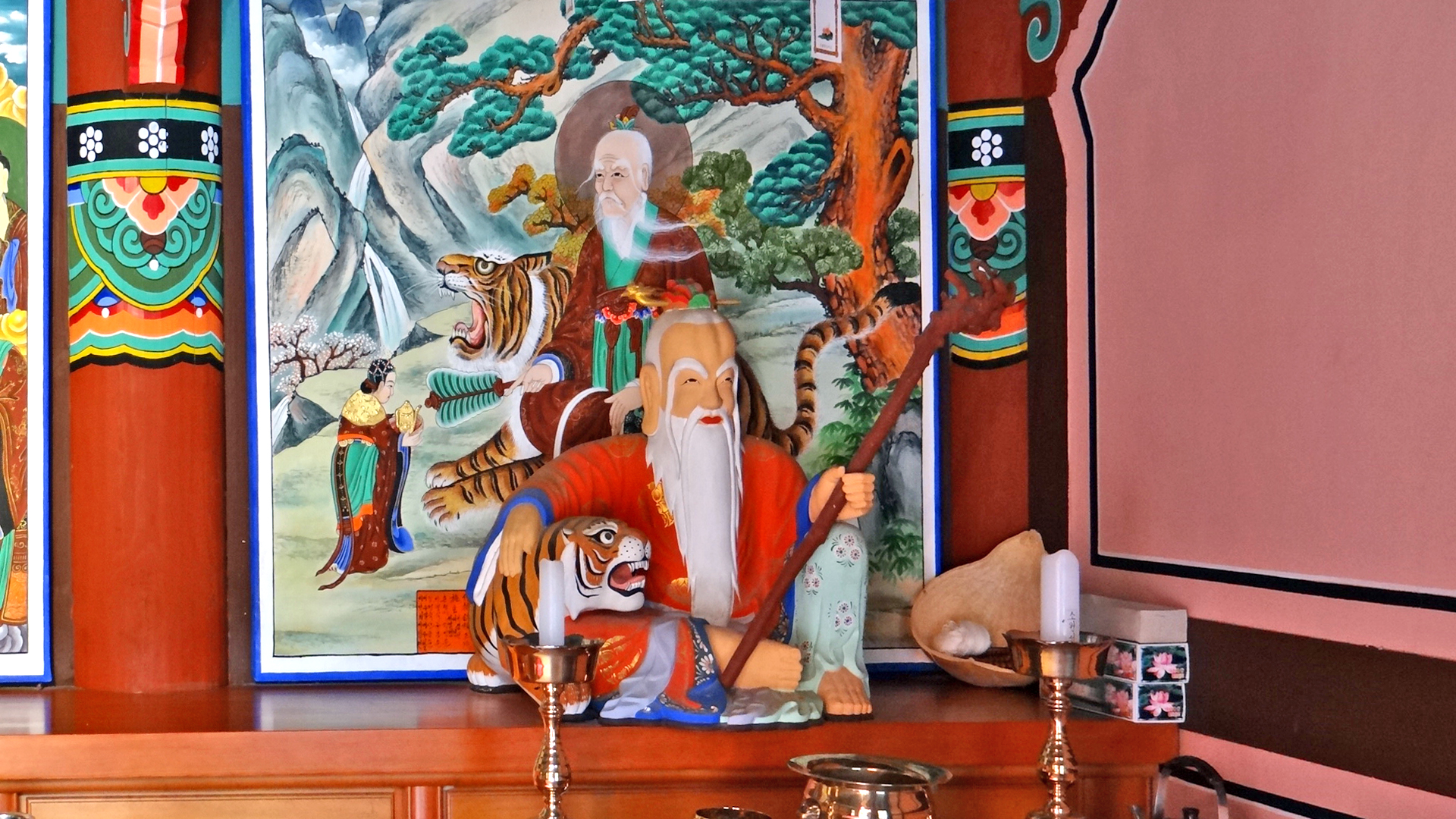
전라남도 곡성군 도림사 칠성각의 산신

산신(山神), 산왕대신(山王大臣) 또는 산령대신(山靈大臣)은 한국 신화에서 산의 신령이다. 무속뿐만 아니라 불교에서도 숭배의 대상으로 삼고 있다.

## 무속신앙에서의 산신
행운, 수명장수 및 부를 관장한다. 산신도에서 주로 호랑이와 동자를 데리고 있는 모습으로 나타난다. 소설 태백산맥에서 무당 소화가 섬기던 신이 신령 또는 산신이다. 비와 바람을 다스리기도 한다.

## 불교에서의 산신
산지가 많은 한국의 특성상 불교가 들어오기 전부터 산악숭배 사상이 있었다. 도교의 칠성이 습합되어 불교에서 칠성여래가 되었다면, 산신은 한국 민간신앙의 신에서 불교의 호법신으로 변모했다.
산신은 사찰의 호법신이다. 불교신도들에게는 건강, 부귀영화, 질병소멸을 해준다. 불교국가 중에서 한국 사찰에서만 별도의 전각인 산신각을 두고 있다.

## 같이 보기
- 선인
- 토지신